# مسرع ديزي

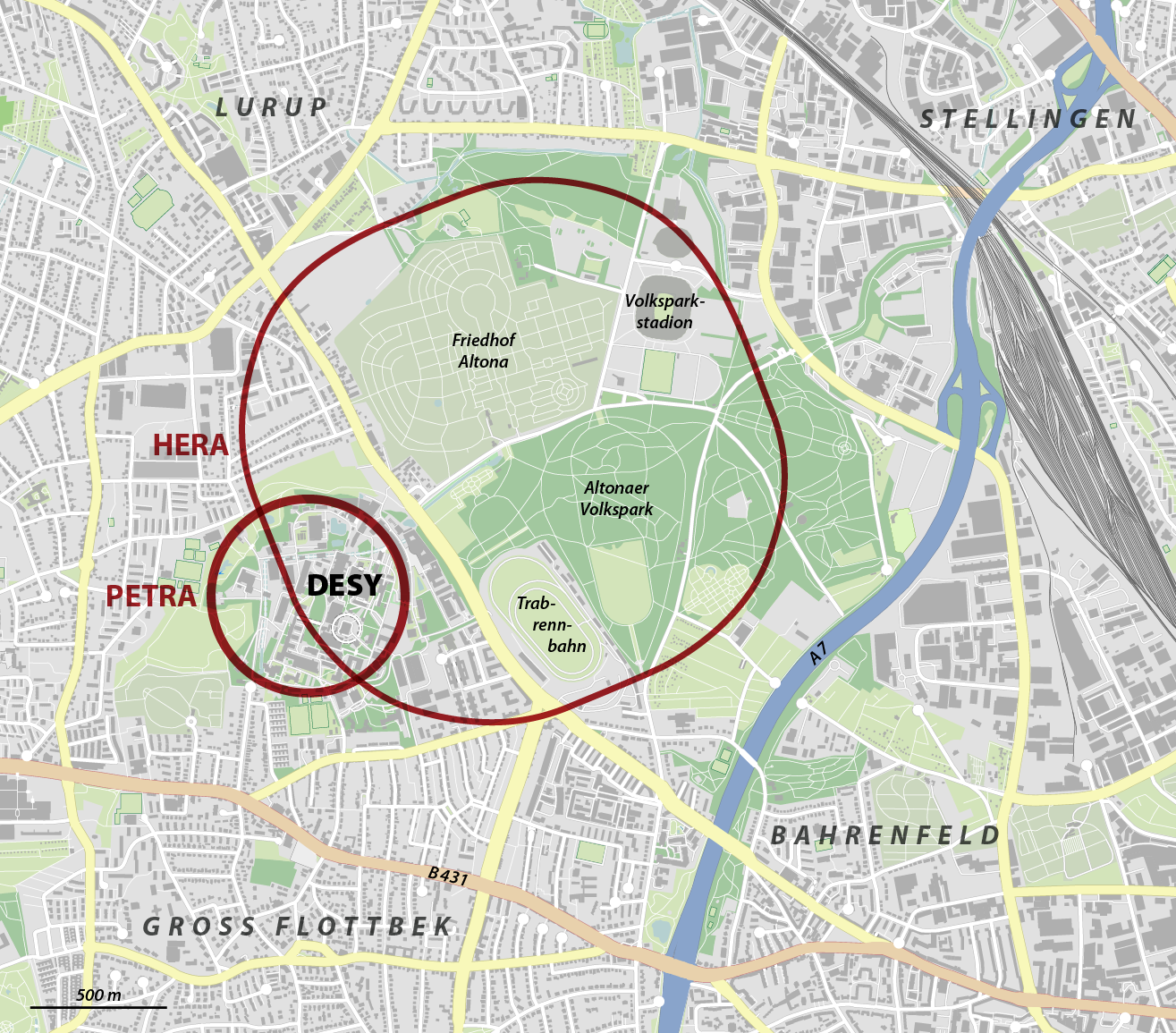
موقع مركز ديزي للبحوث في هامبورغ Hamburg-Bahrenfeld

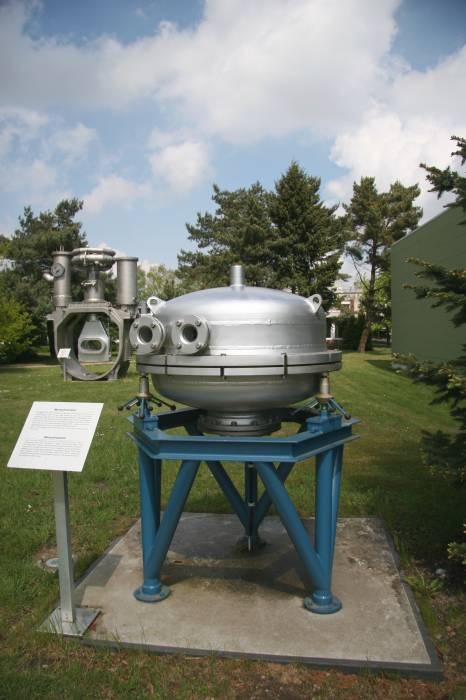
في الأمام ضابط سرعة الشعاع السينكلوتروني ،، وفي الخلف غرفة الفقاقيع التي عملت في معجل جسيمات ديزي

معجل ديزي أو سيكلوترون الإلكترونات الألماني ديزي هو مركز للبحوث العلمية في مجال العلوم الأساسية المتعلقة بالجسيمات الأولية بالجسيمات الأولية موجود في هامبورغ وله فرع في «زويتن» بالقرب من برلين بألمانيا.
ديزي متخصص في أربعة مجالات للبحوث:
- تطوير وبناء وتشغيل معجلات الجسيمات
- بحوث فيزياء الجسيمات الأولية
- فيزياء جسيمات أولية فلكية
- بحوث ب الفوتونات

أسس مركز ديزي للبحوث في 18 ديسمبر 1959 في هامبورغ بعقد حكومي.

## المقر
لمركز بحوث ديزي فرعان. الفرع الكبير في «هامبورغ-باهرنفيلد» وفي عام 1992 أقيم له فرع في زويتن ببرلين.

## الميزانية والتمويل
تمويل ديزي السنوي يبلغ 230 مليون يورو. منها 211 مليون يورو للمقر هامبورغ والباقي 19 مليون يورو لفرع زويتن. تتولى الحكومة الاتحادية (الوزارة الاتحادية للتعليم والبحث العلمي) التمويل بنسبة 90% وتشارك مدينة هامبورغ بـ 10% من المصاريف.

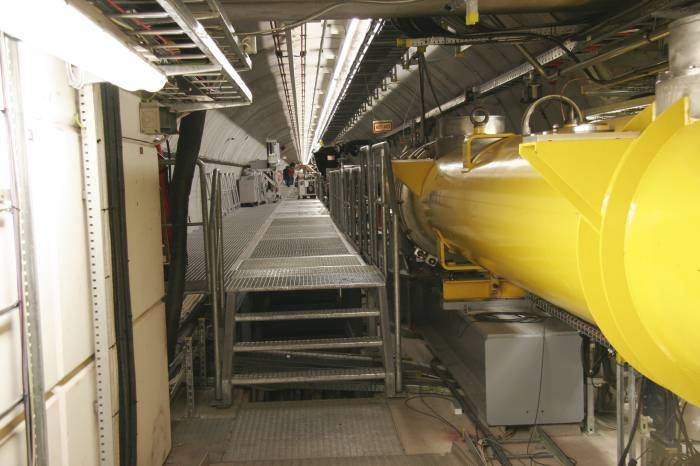
FLASH: الجزء الأول من النفق تحت الأرض (مربع) وفي الجزء الثاني مستدير

## عدد الباحثين والدارسين
يعمل في ديزي نحو 2300 عامل فني وباحث. منهم 2100 في مركز ديزي بهامبورغ ونحو 200 في مركز زويتن. ومن ضمن تلك الأعداد 100 من الدارسين في مجال البحوث التقنية و 100 من الدارسين للحصول على الدبلوم في الفيزياء ونحو 350 ممن يحضرون الدكتوراه، ونحو 300 باحثين علميين تحت رعاية ديزي.

## مشاركة عالمية
أكثر من 3000 باحث من 45 دولة يستخدمون أجهزة ديزي.
كان مسرع الجسيمات «هيرا» أو مشروع كبير في مجال بحوث الجسيمات الأولية يحظي بتمويل عالمي. قبل ذلك كان التمويل يتم بسبة 100% من البلد الأصلي، وتشارك الدول المشتركة بمصروفات تجاربهم العلمية الخاصة بهم.وكان الإقبال على إجراء البحث العلمي على المسرع «هيرا» كبيرا بحيث كانت الدول الأجنبية على أستعداد للمشاركة في التمويل. واشتركت 12 دولة لها 45 معهدا علميا في تكلفة بناء المركز (بمقدار نحو 22% من تكاليف بناء «هيرا» البالغة 700 مليون يورو.)
وطبقا لنمودج تمويل هيرا فيتم التمويل بالنسبة للمشروعات البحثية الكبيرة حيث يشارك فيها عدة من البلدان الأجنبية.

## معجل الجسيمات والمنشأت الأخرى
تولى ديزي مهمة زيادة تسريع الجسيمات مع مرور الوقت طبقا لاحتياجات الباحثين حيث زاتزايدت طاقة الجسيمات في دائرات التسريع لدراسة بنية الجسيمات الأولي. لدلك بنيت العديد من المعجلات واصبحت المعجلات الأولى القديمة تستخدم لبدء التسريع ولتكون مصدرا للأشعة السينكلوترونية.
تطورت مختلف المنشأت في المركز بمرور السنين:

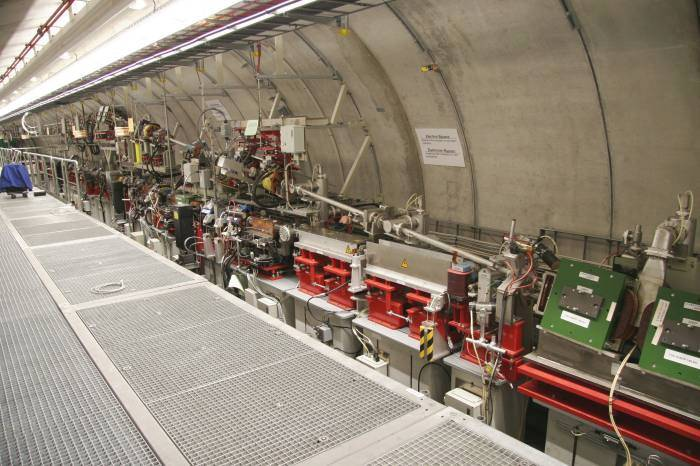
FLASH: تحويلة بين مسارين للإلكترونات السريعة

### ديزي
بدا بناء ديزي (Deutsches Elektronen-مسرع دوراني تزامني), ال>ي اعطي اسمه لمركز البحوث في عام 1960. وكانت دائرة التسريع في ذلك الوقت أكبر معحل في العالم لتسريع الإلكترونات حتى طاقة 7,4 GeV (مليار إلكترون فولط).
في يوم 1 يناير 1964 كان أول تسريع للإلكترونات في السينكلوترون الدائري وبدأت بحوث الجسيمات الأولية في المركز. بين عامي 1965 - 1976 استخدمت منشأته في بحوث فيزياء الجسيمات الأولية.
وشد ديزي انتباه الأوساط العلمية في عام 1966 لأول مرة ببحوث بغرض فحص في مجال ديناميكا الإلكترونات الكمومية. وجاءت النتيجة تحقق صحة تلك النظرية. وفي العقود التالية كان ديزي مركزا للخبرة بالنسبة إلى تطوير وتشغيل منشأت معجلات الجسيمات.

### دوريس
دوريس

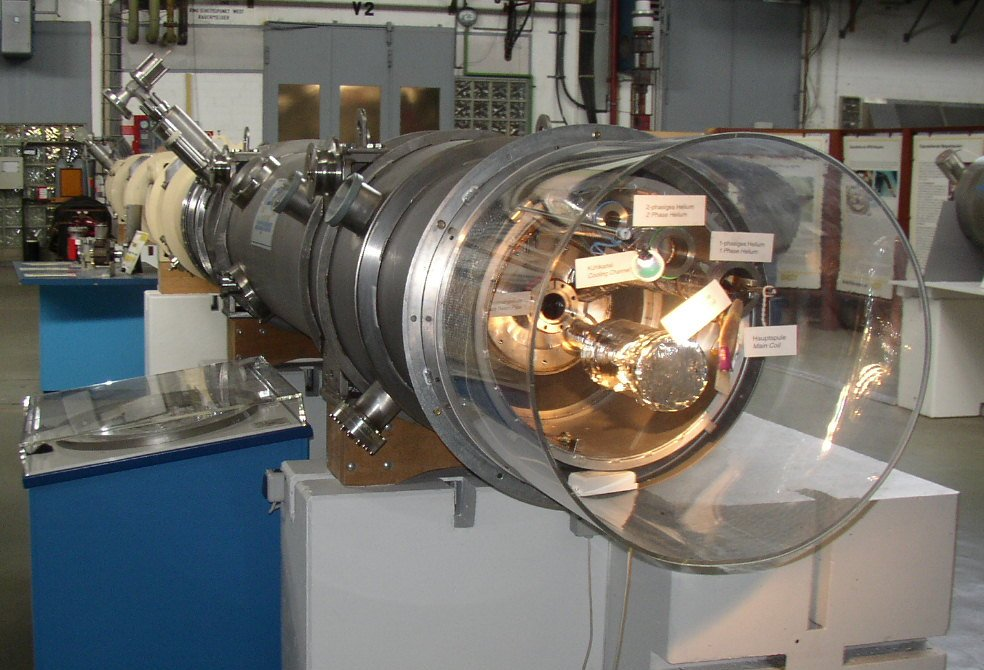
أحد وحدات حلقة المسرع DESY

DORIS حلقتي تسريع وكانت أول حلقة للمحافظة على الجسيمات في ديزي، وبنيت الحلقة الثانية خلال الأعوام 1969 - 1974 . وصل قطر دوريس 300 متر. وكانت في أول الأمر لتسريع والاحتفاظ بشعاعي إلكترونات وبوزيترونات، فأصبح من الممكن إجراء تجارب تصادم بين الإلكترونات ومادة مضادة
وذلك عند طاقة
3,5 GeV لكل شعاع جسيمات، وفي عام 1975 إرتفعت تلك الذاقة إلى 5 GeV .
واستخدمت دوريس حتى عام 1992 في بحوث فيزياء الجسيمات الأولية.
من خلال مشاهدات الحالات الكمومية للكواركات قدمت دوريس نتائج هامة في عام 1975 عن الكواركات.و في عام 1987 تم تركيب جهاز عداد كبير يسمى «عداد أرجوس»، وهو جهاز كشف اشتركت في بنائه عدة دول: روسيا وألمانيا والولايات المتحدة والسويد؛ ومنهم يتكون أسم أرجوس „A Russian-German-United States-Swedish Collaboration“ وعمل في دائرة دوريس وبا اكتشف لأول مرة تحول ميزون-ب إلى جسيمه المضاد أي«مضاد ميزون-ب». بذلك استنتج العلماء أن ثاني كوارك ثقيل - وهو كوارك-ب Bottom-Quark أو الكوارك القاعي - في بعض الظروف يمكن أن يتحول إلى نقيضه (أو مضاده). وعلاوة على ذلك توصل العلماء إلى استنتاج أن الكوارك السادس الذل لم يكن قد اكتشف بعد وهو الكوارك القمي Top-Quark لا بد من أن يكون ذو كتلة كبيرة. ثم تم اكتشاف الكوارك القمي في عام 1995 في مركز أبحاث فيرميلاب بالولايات المتحدة الأمريكية.

### بيترا
بيترا وهي اختصارا لـ (

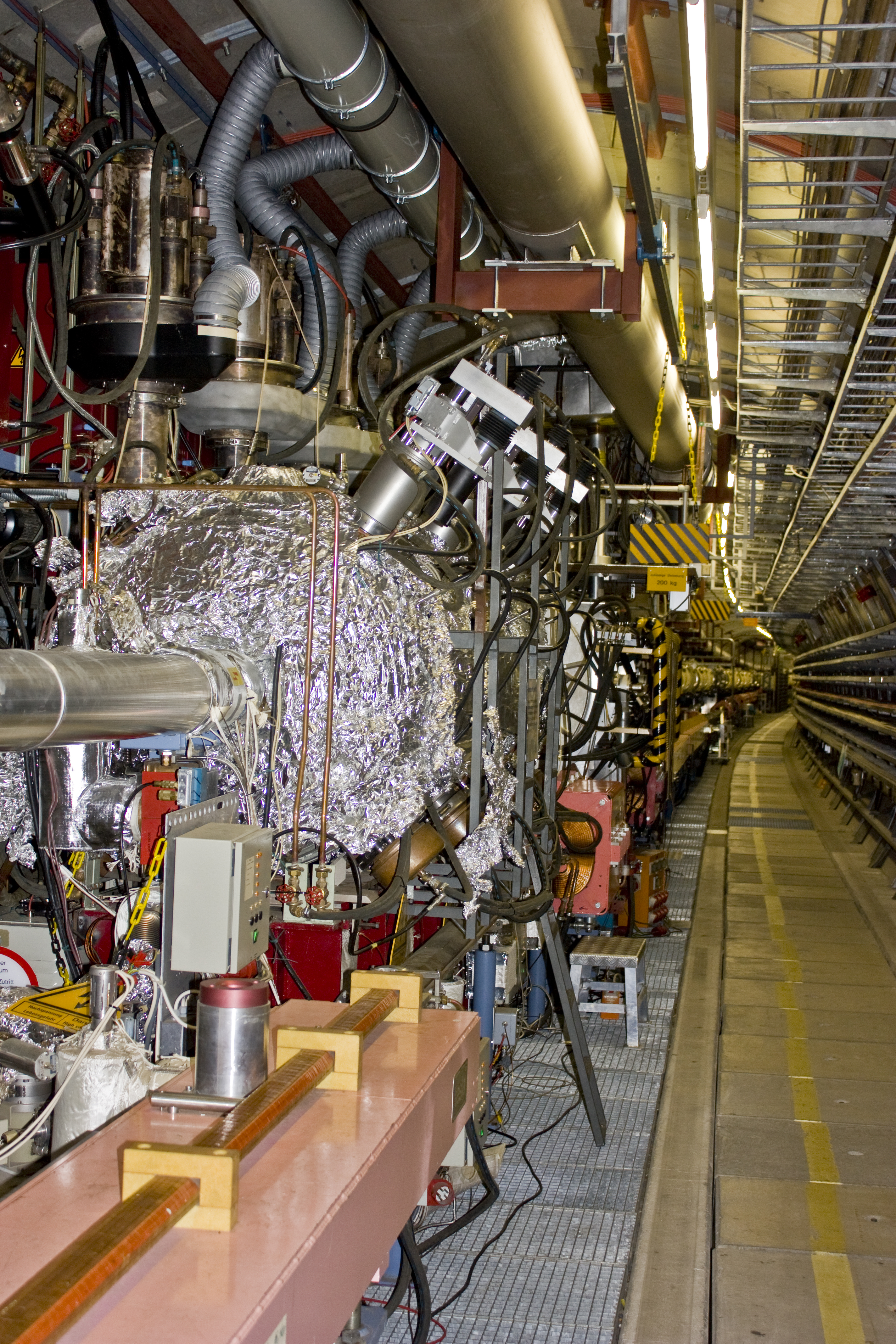
HERA: نظرة إلى المسرع الحلقي. إلى اليسار نرى رقيقة ألمونيوم تغطي رنان الغرفة المفرغة المصنوعة من النحاس ؛ تلك الحلقة خاصة بتسريع بروتونات.

PETRA (Positron-Elektron-Tandem-Ring-Anlage
وهي حلقة مستقلة مجهزة لتسريع البوزيترونات والإلكترونات تبادليا، وبنيت بين عامي 1975 و 1978. كان هذا المسرع ديزي عند وقت بدئه العمل ذو قطر 2.304 متر، وكان أنذاك أكبر حلقة للتسريع من نوعه، وهو لا يزال حتى الآن ثاني حلقة تسريع كبيرة بعد هيرا. كانت الحلقة بيترا تستخدم من أجل بحوث الجسيمات الأولية. وكانت البوزيترونات والإلكترونات تسرع فيه حتى طاقة 19 GeV . من أكبر نجاحاته كان اثبات وجود الغلوون، وهو الجسيم الحامل للقوة النووية الشديدة التي تربط الكواركات، وتوصل العلماء إلى تلك النتيجة باستخدام بيترا في عام 1979 .
قادت بحوث بيترا إلى تكثيف العلاقات الدولية في استخدام مركزأبحاث ديزي ومنشآتهفجاء باحثون من دول متعددة: من الصين والمملكة المتحدة وفرنسا، وإسرائيل، واليابان وهولاندا والنرويج والولايات المتحدة، كل هؤلاء شاركوا في البحوث الأولى التي أجريت في بيترا.

## دراسة تاريخية اجتماعية لديزي
إن تغير حقل اللبحوث التي تجري في ديزي وما آلت إيه من تجديد في بحوث الفوتون، لفتت نظر الباحثين الاجتماعيين: "توماس هاينزه " من مؤسسة وبرتال الاجتماعية بالإشتراك مع " أولوف هالونشتاين" من جامعة لوند و "شتيفي هاينكه من مؤسسة ماكس بلانك. أصدروا في عدة أطروحات التطور في ديزي خلال فترات السنوات 1962–1977, و 1977–1993 و، وكذلك فترة 1993–2009.
وقاموا بتحليل هدا التغير في عمل ديزي من الوجهة التاريخية. وحللوا على هذا السبيل المسائل المتعلقة بالتطور الطبقي وتطوير المنشآت وتعديلها بحيث تقوم بوطائف متتالية مختلفة، لتتمشى مع متطلبات الباحثين المتخصصين للتقدم في العلم، ورؤا أن ما ينطبق على ديزي ينطبق أيضا على مؤسسة بحوث علمية كبيرة في الولايات المتحدة الأمريكية وهي مركز المعجل الخطي ستانفورد [ سلاك ] SLAC National Accelerator Center
في مينلو بارك بكاليفورنيا.
فكان تحول ديزي جزء من عملية تطوير، ينتهي القديم ويبدأ الجديد، حيث نشأ فيه حقل عمل جديد «بحوث الفوتون».

## اقرأ أيضا
- مصادم الهادرونات الكبير
- فيرميلاب
- مركز المعجل الخطي ستانفورد
- فيزياء الجسيمات
- مختبر لورانس ليفرمور الوطني